# Lepidoblepharis microlepis
Lepidoblepharis microlepis är en ödleart som beskrevs av  Noble 1923. Lepidoblepharis microlepis ingår i släktet Lepidoblepharis och familjen geckoödlor. Inga underarter finns listade i Catalogue of Life.